# Devátý Evropský parlament
Devátý Evropský parlament byl zvolen ve volbách v roce 2019 a má trvat do voleb v roce 2024.

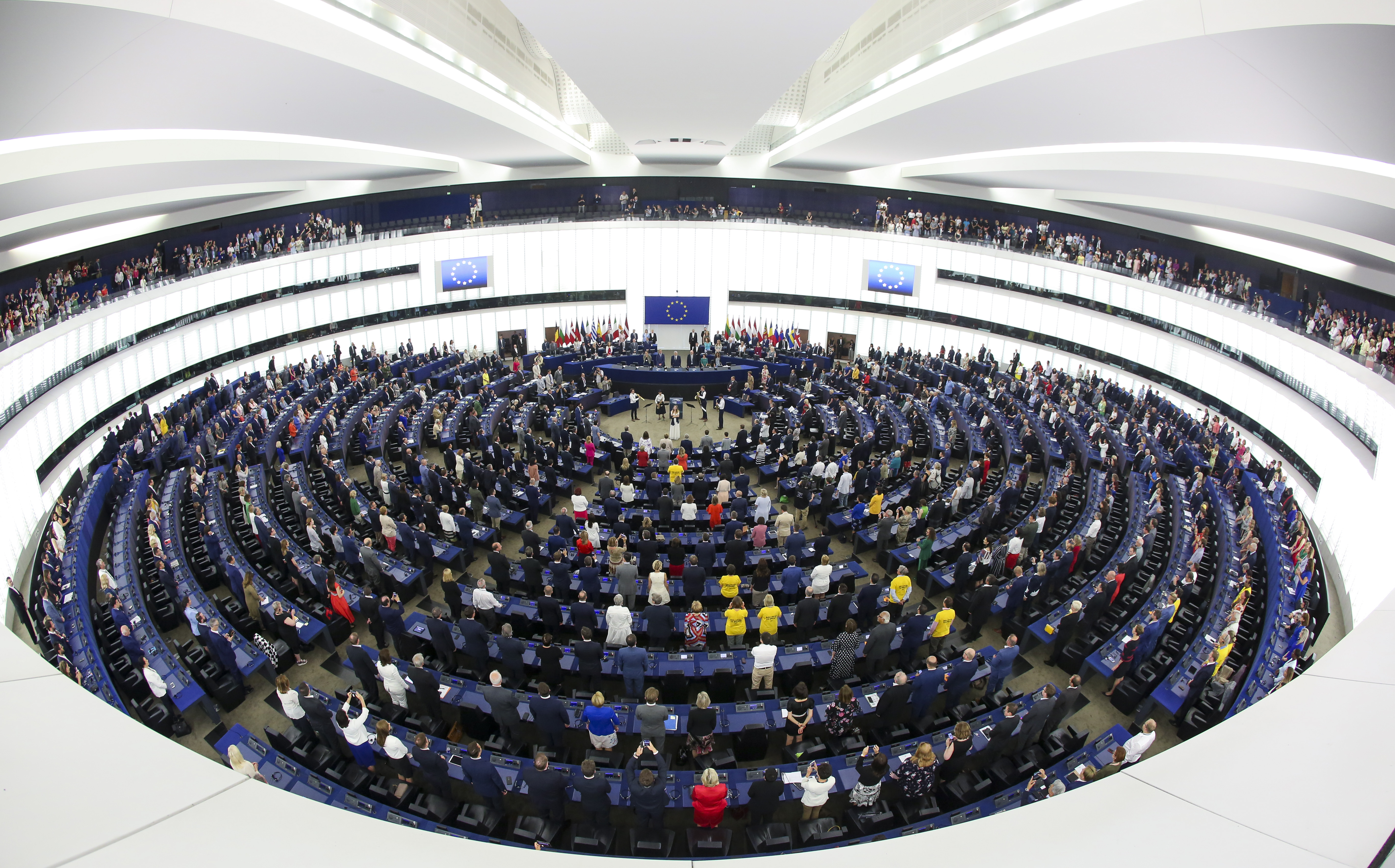
Deváté ustavující zasedání Evropského parlamentu ve Štrasburku (2. července 2019)

## Hlavní události
- 23. –⁠⁠⁠⁠⁠ 26. května 2019[1]
  - Volby do devátého Evropského parlamentu
    - EPP (182 křesel), S&D (154), RE (108), Zelení/EFA (74), ID (73), ECR (62), GUE/NGL (41), nezařazení (54)
- 2. července 2019[2]
  - První zasedání (ustavující zasedání) 9. parlamentu.
    - Předseda (podle čl. 14 odst. 2 jednacího řádu): Antonio Tajani (EPP) z Itálie, předseda osmého parlamentu
- 3. července 2019
  - Volba předsedy a místopředsedů Parlamentu[3]
    - David Sassoli (S&D) z Itálie je zvolen předsedou, Mairead McGuinnessová (EPP) z Irska je zvolena první místopředsedkyní[4]
- 16. července 2019
  - Hlasování dne 3. července 2019 o návrhu Evropské komise na předsedu Evropské komise
    - Předsedkyní Evropské komise je zvolena Ursula von der Leyenová (EPP) z Německa[5]
- 30. září –⁠⁠⁠⁠⁠ 8. října 2019[6]
  - Slyšení kandidátů na evropské komisaře
- 23. října 2019[6]
  - Hlasování o komisi Von der Leyenové
- 31. října 2019 (odloženo)
  - Původní plánované datum vystoupení Spojeného království z Evropské unie, ale bylo dohodnuto, že bude odchod odložen o 3 měsíce
  - Jelikož se brexit dále odkládal, muselo Spojené království navrhnout kandidáta na evropského komisaře
- 1. listopadu 2019
  - Nová Evropská komise přebírá úřad.
- 31. ledna 2020
  - Spojené království vystoupilo z Evropské unie, což následně vedlo ke snížení počtu křesel v Evropském parlamentu ze 751 na 705
- 12. listopadu 2020
  - Roberta Metsolaová (EPP) z Malty je zvolena první místopředsedkyní a nahrazuje tak Mairead McGuinnessovou, která převzala roli evropské komisařky
- 16. prosince 2020
  - Schválení sedmiletého rozpočtu EU na roky 2021–2027. Bude sledováno, jak jsou vynakládány fondy Next Generation EU.[7]
- 11. ledna 2022
  - Smrt v úřadu předsedy Davida Sassoliho.
  - První místopředsedkyně Roberta Metsolaová převzala roli úřadující předsedkyně Evropského parlamentu až do zvolení nového předsedy[8]
- 18. ledna 2022
  - Volba předsedy a místopředsedů Parlamentu na druhou polovinu volebního období.
    - Roberta Metsolaová (EPP) z Malty je zvolena předsedkyní, Othmar Karas (EPP) z Rakouska je zvolen prvním místopředsedou[9]

## Vedení

### První polovina
| Předseda        |  | S&D     | David Sassoli          | Itálie      |  |
|                 |  |         |                        |             |  |
| Místopředsedové |  | EPP     | Mairead McGuinnessová  | Irsko       |  |
| Místopředsedové |  | EPP     | Rainer Wieland         | Německo     |  |
| Místopředsedové |  | EPP     | Othmar Karas           | Rakousko    |  |
| Místopředsedové |  | EPP     | Ewa Kopaczová          | Polsko      |  |
| Místopředsedové |  | EPP     | Lívia Járókaová        | Maďarsko    |  |
| Místopředsedové |  | S&D     | Pedro Silva Pereira    | Portugalsko |  |
| Místopředsedové |  | S&D     | Katarina Barleyová     | Německo     |  |
| Místopředsedové |  | S&D     | Klára Dobrevová        | Maďarsko    |  |
| Místopředsedové |  | RE      | Dita Charanzová        | Česko       |  |
| Místopředsedové |  | RE      | Nicola Beerová         | Německo     |  |
| Místopředsedové |  | G/EFA   | Heidi Hautalaová       | Finsko      |  |
| Místopředsedové |  | G/EFA   | Marcel Kolaja          | Česko       |  |
| Místopředsedové |  | GUE/NGL | Dimitrios Papadimoulis | Řecko       |  |
| Místopředsedové |  | NI      | Fabio Massimo Castaldo | Itálie      |  |
|                 |  |         |                        |             |  |
| Kvestoři        |  | EPP     | Anne Sanderová         | Francie     |  |
| Kvestoři        |  | EPP     | David Casa             | Malta       |  |
| Kvestoři        |  | S&D     | Monika Beňová          | Slovensko   |  |
| Kvestoři        |  | RE      | Gilles Boyer           | Francie     |  |
| Kvestoři        |  | ECR     | Karol Karski           | Polsko      |  |

### Druhá polovina
| Předseda        |  | EPP     | Roberta Metsolaová     | Malta       |
|                 |  |         |                        |             |
| Místopředsedové |  | EPP     | Othmar Karas           | Rakousko    |
| Místopředsedové |  | EPP     | Ewa Kopaczová          | Polsko      |
| Místopředsedové |  | EPP     | Rainer Wieland         | Německo     |
| Místopředsedové |  | S&D     | Pina Piciernová        | Itálie      |
| Místopředsedové |  | S&D     | Pedro Silva Pereira    | Portugalsko |
| Místopředsedové |  | S&D     | Eva Kailiová           | Řecko       |
| Místopředsedové |  | S&D     | Evelyn Regnerová       | Rakousko    |
| Místopředsedové |  | S&D     | Katarina Barleyová     | Německo     |
| Místopředsedové |  | RE      | Dita Charanzová        | Česko       |
| Místopředsedové |  | RE      | Michal Šimečka         | Slovensko   |
| Místopředsedové |  | RE      | Nicola Beerová         | Německo     |
| Místopředsedové |  | ECR     | Roberts Zīle           | Lotyšsko    |
| Místopředsedové |  | GUE/NGL | Dimitrios Papadimoulis | Řecko       |
| Místopředsedové |  | G/EFA   | Heidi Hautalaová       | Finsko      |
|                 |  |         |                        |             |
| Kvestoři        |  | EPP     | Anne Sanderová         | Francie     |
| Kvestoři        |  | EPP     | Christophe Hansen      | Lucembursko |
| Kvestoři        |  | S&D     | Monika Beňová          | Slovensko   |
| Kvestoři        |  | RE      | Fabienne Kellerová     | Francie     |
| Kvestoři        |  | G/EFA   | Marcel Kolaja          | Česko       |

### Volba předsedy

#### Volby 3. července 2019
Předseda měl být zvolen na první schůzi Parlamentu 2. července, ale hlasování bylo odloženo na 3. července kvůli probíhajícím jednáním Evropské rady o obsazení dalších hlavních rolí EU. Nominace kandidátů zůstaly otevřené do 2. července do pozdních večerních hodin. Předseda je volen většinou platných hlasů.
| Kandidát                      | Kandidát                      | Skupina                       | Skupina                       | Hlasování    | Hlasování    |
| Kandidát                      | Kandidát                      | Skupina                       | Skupina                       | 1. hlasování | 2. hlasování |
| ----------------------------- | ----------------------------- | ----------------------------- | ----------------------------- | ------------ | ------------ |
| David Sassoli                 | Itálie                        |                               | S&D                           | 325          | 345          |
| Jan Zahradil                  | Česko                         |                               | ECR                           | 162          | 160          |
| Franziska Kellerová           | Německo                       |                               | G/EFA                         | 133          | 119          |
| Sira Regová                   | Španělsko                     |                               | GUE/NGL                       | 42           | 43           |
|                               |                               |                               |                               |              |              |
| Odevzdané hlasy               | Odevzdané hlasy               | Odevzdané hlasy               | Odevzdané hlasy               | 662          | 667          |
| Ke zvolení jsou potřeba hlasy | Ke zvolení jsou potřeba hlasy | Ke zvolení jsou potřeba hlasy | Ke zvolení jsou potřeba hlasy | 332          | 334          |
| Nepřítomný nebo neplatný      | Nepřítomný nebo neplatný      | Nepřítomný nebo neplatný      | Nepřítomný nebo neplatný      | 73           | 37           |
| Hlasovali                     | Hlasovali                     | Hlasovali                     | Hlasovali                     | 735          | 704          |
| Zdroj:                        |                               |                               |                               |              |              |

#### Volby 18. ledna 2022
| Kandidát                                                                    | Kandidát                      | Skupina                       | Skupina                       | Hlasování    |
| Kandidát                                                                    | Kandidát                      | Skupina                       | Skupina                       | 1. hlasování |
| --------------------------------------------------------------------------- | ----------------------------- | ----------------------------- | ----------------------------- | ------------ |
| Roberta Metsolaová                                                          | Malta                         |                               | EPP                           | 458          |
| Alice Bahová Kuhnkeová                                                      | Švédsko                       |                               | G/EFA                         | 101          |
| Sira Regová                                                                 | Španělsko                     |                               | GUE/NGL                       | 57           |
| Kosma Złotowski                                                             | Polsko                        |                               | ECR                           | -            |
|                                                                             |                               |                               |                               |              |
| Odevzdané hlasy                                                             | Odevzdané hlasy               | Odevzdané hlasy               | Odevzdané hlasy               | 616          |
| Ke zvolení jsou potřeba hlasy                                               | Ke zvolení jsou potřeba hlasy | Ke zvolení jsou potřeba hlasy | Ke zvolení jsou potřeba hlasy | 309          |
| Nepřítomný nebo neplatný                                                    | Nepřítomný nebo neplatný      | Nepřítomný nebo neplatný      | Nepřítomný nebo neplatný      | 74           |
| Hlasovali                                                                   | Hlasovali                     | Hlasovali                     | Hlasovali                     | 690          |
| Zdroj:                                                                      |                               |                               |                               |              |
| Kosma Złotowski stáhl svou kandidaturu na začátku jednání dne před volbami. |                               |                               |                               |              |

### Volba místopředsedů
Čtrnáct místopředsedů je voleno v jednom hlasování nadpoloviční většinou odevzdaných hlasů. Pokud je počet úspěšných kandidátů menší než 14, koná se za stejných podmínek druhé hlasování za účelem rozdělení zbývajících křesel. Pokud je nutné třetí hlasování, stačí k zaplnění zbývajících křesel prostá většina.

#### Volby 3. července 2019
| Kandidát                      | Kandidát                      | Skupina                       | Skupina                       | Hlasování    | Hlasování    | Elektronicky |
| Kandidát                      | Kandidát                      | Skupina                       | Skupina                       | 1. hlasování | 2. hlasování | 3. hlasování |
| ----------------------------- | ----------------------------- | ----------------------------- | ----------------------------- | ------------ | ------------ | ------------ |
| Mairead McGuinnessová         | Itálie                        |                               | EPP                           | 618          |              |              |
| Pedro Silva Pereira           | Portugalsko                   |                               | S&D                           | 556          |              |              |
| Rainer Wieland                | Německo                       |                               | EPP                           | 516          |              |              |
| Katarina Barleyová            | Německo                       |                               | S&D                           | 516          |              |              |
| Othmar Karas                  | Rakousko                      |                               | EPP                           | 477          |              |              |
| Ewa Kopaczová                 | Polsko                        |                               | EPP                           | 461          |              |              |
| Klára Dobrevová               | Maďarsko                      |                               | S&D                           | 402          |              |              |
| Dita Charanzová               | Česko                         |                               | RE                            | 395          |              |              |
| Nicola Beerová                | Německo                       |                               | RE                            | 363          |              |              |
| Lívia Járókaová               | Maďarsko                      |                               | EPP                           | 349          |              |              |
| Heidi Hautalaová              | Finsko                        |                               | G/EFA                         | 336          |              |              |
| Marcel Kolaja                 | Česko                         |                               | G/EFA                         | 237          | 426          |              |
| Dimitrios Papadimoulis        | Řecko                         |                               | GUE/NGL                       | 303          | 401          |              |
| Fabio Massimo Castaldo        | Itálie                        |                               | NI                            | 143          | 284          | 248          |
| Zdzisław Krasnodębski         | Polsko                        |                               | ECR                           | 169          | 261          | 85           |
| Mara Bizzottová               | Itálie                        |                               | ID                            | 130          | 142          | 17           |
| Laura Huhtasaariová           | Finsko                        |                               | ID                            | 135          | stáhnuto     | stáhnuto     |
|                               |                               |                               |                               |              |              |              |
| Odevzdané hlasy               | Odevzdané hlasy               | Odevzdané hlasy               | Odevzdané hlasy               | 661          | 663          | 350          |
| Ke zvolení jsou potřeba hlasy | Ke zvolení jsou potřeba hlasy | Ke zvolení jsou potřeba hlasy | Ke zvolení jsou potřeba hlasy | 331          | 332          | 175          |
| Nepřítomný nebo neplatný      | Nepřítomný nebo neplatný      | Nepřítomný nebo neplatný      | Nepřítomný nebo neplatný      | 41           | 16           | 61           |
| Hlasovali                     | Hlasovali                     | Hlasovali                     | Hlasovali                     | 702          | 679          | 411          |
| Zdroj:                        |                               |                               |                               |              |              |              |

#### Volby 18. ledna 2022
| Kandidát                      | Kandidát                      | Skupina                       | Skupina                       | Hlasování    | Hlasování    | Hlasování    |
| Kandidát                      | Kandidát                      | Skupina                       | Skupina                       | 1. hlasování | 2. hlasování | 3. hlasování |
| ----------------------------- | ----------------------------- | ----------------------------- | ----------------------------- | ------------ | ------------ | ------------ |
| Othmar Karas                  | Rakousko                      |                               | EPP                           | 536          |              |              |
| Pina Piciernová               | Itálie                        |                               | S&D                           | 527          |              |              |
| Pedro Silva Pereira           | Portugalsko                   |                               | S&D                           | 517          |              |              |
| Ewa Kopaczová                 | Polsko                        |                               | EPP                           | 467          |              |              |
| Eva Kailiová                  | Řecko                         |                               | S&D                           | 454          |              |              |
| Evelyn Regnerová              | Rakousko                      |                               | S&D                           | 434          |              |              |
| Rainer Wieland                | Německo                       |                               | EPP                           | 432          |              |              |
| Katarina Barleyová            | Německo                       |                               | S&D                           | 426          |              |              |
| Dita Charanzová               | Česko                         |                               | RE                            | 406          |              |              |
| Michal Šimečka                | Slovensko                     |                               | RE                            | 326          | 494          |              |
| Nicola Beerová                | Německo                       |                               | RE                            | 315          | 410          |              |
| Roberts Zīle                  | Lotyšsko                      |                               | ECR                           | 322          | 403          |              |
| Dimitrios Papadimoulis        | Řecko                         |                               | GUE/NGL                       | 299          | 329          | 492          |
| Heidi Hautalaová              | Finsko                        |                               | G/EFA                         | 290          | 294          | 384          |
| Fabio Massimo Castaldo        | Itálie                        |                               | NI                            | 275          | 251          | 247          |
| Mara Bizzottová               | Itálie                        |                               | ID                            | 173          | 211          | 193          |
| Marcel Kolaja                 | Česko                         |                               | G/EFA                         | 247          | 239          | stáhnuto     |
| Lívia Járókaová               | Maďarsko                      |                               | NI                            | 169          | stáhnuto     | stáhnuto     |
|                               |                               |                               |                               |              |              |              |
| Odevzdané hlasy               | Odevzdané hlasy               | Odevzdané hlasy               | Odevzdané hlasy               | 680          | 691          | 658          |
| Ke zvolení jsou potřeba hlasy | Ke zvolení jsou potřeba hlasy | Ke zvolení jsou potřeba hlasy | Ke zvolení jsou potřeba hlasy | 341          | 346          | 329          |
| Nepřítomný nebo neplatný      | Nepřítomný nebo neplatný      | Nepřítomný nebo neplatný      | Nepřítomný nebo neplatný      | 11           | 7            | 12           |
| Hlasovali                     | Hlasovali                     | Hlasovali                     | Hlasovali                     | 691          | 698          | 670          |
| Zdroj:                        |                               |                               |                               |              |              |              |

### Volba kvestorů

#### Volby 4. července 2019
Aklamací bylo vybráno pět kvestorů.
| Kandidát                         | Kandidát  | Skupina | Skupina | Hlasy |
| -------------------------------- | --------- | ------- | ------- | ----- |
| Anne Sanderová                   | Francie   |         | EPP     | 407   |
| Monika Beňová                    | Slovensko |         | S&D     | 391   |
| David Casa                       | Malta     |         | EPP     | 391   |
| Gilles Boyer                     | Francie   |         | RE      | 317   |
| Karol Karski                     | Polsko    |         | ECR     | 261   |
| Source: European Parliament News |           |         |         |       |

#### Volby 20. ledna 2022
Čtyři kvestoři byli zvoleni v prvním kole hlasování, pátý byl zvolen ve druhém kole hlasování.
| Kandidát                         | Kandidát                      | Skupina                       | Skupina                       | Hlasování | Hlasování |  |
| Kandidát                         | Kandidát                      | Skupina                       | Skupina                       | 1. kolo   | 2. kolo   |  |
| -------------------------------- | ----------------------------- | ----------------------------- | ----------------------------- | --------- | --------- |  |
| Anne Sanderová                   | Francie                       |                               | EPP                           | 622       |           |  |
| Christophe Hansen                | Lucembursko                   |                               | EPP                           | 576       |           |  |
| Monika Beňová                    | Slovensko                     |                               | S&D                           | 487       |           |  |
| Fabienne Kellerová               | Francie                       |                               | RE                            | 479       |           |  |
| Marcel Kolaja                    | Česko                         |                               | G/EFA                         | 277       | 344       |  |
| Karol Karski                     | Polsko                        |                               | ECR                           | 321       | 324       |  |
|                                  |                               |                               |                               |           |           |  |
| Odevzdané hlasy                  | Odevzdané hlasy               | Odevzdané hlasy               | Odevzdané hlasy               | 676       | 668       |  |
| Ke zvolení jsou potřeba hlasy    | Ke zvolení jsou potřeba hlasy | Ke zvolení jsou potřeba hlasy | Ke zvolení jsou potřeba hlasy | 339       | 335       |  |
| Nepřítomný nebo neplatný         | Nepřítomný nebo neplatný      | Nepřítomný nebo neplatný      | Nepřítomný nebo neplatný      | 12        | n/a       |  |
| Hlasovali                        | Hlasovali                     | Hlasovali                     | Hlasovali                     | 688       | n/a       |  |
| Source: European Parliament News |                               |                               |                               |           |           |  |

### Vedení politických skupin
| Politická skupina                 | Politická skupina | Politická skupina                                   | Předsedové          | Předsedové        | Místopředsedové        | Místopředsedové |
| --------------------------------- | ----------------- | --------------------------------------------------- | ------------------- | ----------------- | ---------------------- | --------------- |
|                                   | EPP               | Evropská lidová strana                              | Manfred Weber       | Německo           | Dubravka Šuica         | Chorvatsko      |
| Esteban González Pons             | EPP               | Evropská lidová strana                              | Manfred Weber       | Německo           | Španělsko              |                 |
| Ewa Kopaczová                     | EPP               | Evropská lidová strana                              | Manfred Weber       | Německo           | Polsko                 |                 |
| Siegfried Mureșan                 | EPP               | Evropská lidová strana                              | Manfred Weber       | Německo           | Rumunsko               |                 |
| Mairead McGuinnessová             | EPP               | Evropská lidová strana                              | Manfred Weber       | Německo           | Irsko                  |                 |
| Esther de Langeová                | EPP               | Evropská lidová strana                              | Manfred Weber       | Německo           | Nizozemsko             |                 |
| Arnaud Danjean                    | EPP               | Evropská lidová strana                              | Manfred Weber       | Německo           | Francie                |                 |
| Andrey Kovatchev                  | EPP               | Evropská lidová strana                              | Manfred Weber       | Německo           | Bulharsko              |                 |
| Vangelis Meimarakis               | EPP               | Evropská lidová strana                              | Manfred Weber       | Německo           | Řecko                  |                 |
| Paulo Rangel                      | EPP               | Evropská lidová strana                              | Manfred Weber       | Německo           | Portugalsko            |                 |
|                                   | S&D               | Pokrokové spojenectví socialistů a demokratů        | Iratxe Garcíaová    | Španělsko         | Éric Andrieu           | Francie         |
| Simona Bonaféová od 11. září 2019 | S&D               | Pokrokové spojenectví socialistů a demokratů        | Iratxe Garcíaová    | Španělsko         | Itálie                 |                 |
| Biljana Borzanová                 | S&D               | Pokrokové spojenectví socialistů a demokratů        | Iratxe Garcíaová    | Španělsko         | Chorvatsko             |                 |
| Miriam Dalliová                   | S&D               | Pokrokové spojenectví socialistů a demokratů        | Iratxe Garcíaová    | Španělsko         | Malta                  |                 |
| Heléne Fritzonová                 | S&D               | Pokrokové spojenectví socialistů a demokratů        | Iratxe Garcíaová    | Španělsko         | Švédsko                |                 |
|                                   | S&D               | Pokrokové spojenectví socialistů a demokratů        | Iratxe Garcíaová    | Španělsko         |                        |                 |
| Kati Piriová                      | S&D               | Pokrokové spojenectví socialistů a demokratů        | Iratxe Garcíaová    | Španělsko         | Nizozemsko             |                 |
| Rovana Plumbová                   | S&D               | Pokrokové spojenectví socialistů a demokratů        | Iratxe Garcíaová    | Španělsko         | Rumunsko               |                 |
| Ismail Ertug od 11. září 2019     | S&D               | Pokrokové spojenectví socialistů a demokratů        | Iratxe Garcíaová    | Španělsko         | Německo                |                 |
| Bernd Lange                       | S&D               | Pokrokové spojenectví socialistů a demokratů        | Iratxe Garcíaová    | Španělsko         | Německo                |                 |
| Roberto Gualtieri do 5. září 2019 | S&D               | Pokrokové spojenectví socialistů a demokratů        | Iratxe Garcíaová    | Španělsko         | Itálie                 |                 |
|                                   | RE                | Obnova Evropy                                       | Dacian Cioloș       | Rumunsko          | Malik Azmani           | Nizozemsko      |
| Katalin Csehová                   | RE                | Obnova Evropy                                       | Dacian Cioloș       | Rumunsko          | Maďarsko               |                 |
| Luis Garicano                     | RE                | Obnova Evropy                                       | Dacian Cioloș       | Rumunsko          | Španělsko              |                 |
|                                   | RE                | Obnova Evropy                                       | Dacian Cioloș       | Rumunsko          |                        |                 |
| Morten Løkkegaard                 | RE                | Obnova Evropy                                       | Dacian Cioloș       | Rumunsko          | Dánsko                 |                 |
| Iskra Mihaylova                   | RE                | Obnova Evropy                                       | Dacian Cioloș       | Rumunsko          | Bulharsko              |                 |
| Frédérique Riesová                | RE                | Obnova Evropy                                       | Dacian Cioloș       | Rumunsko          | Belgie                 |                 |
| Dominique Riquet                  | RE                | Obnova Evropy                                       | Dacian Cioloș       | Rumunsko          | Francie                |                 |
| Sylvie Brunetová                  | RE                | Obnova Evropy                                       | Dacian Cioloș       | Rumunsko          | Francie                |                 |
| Fredrick Federley                 | RE                | Obnova Evropy                                       | Dacian Cioloș       | Rumunsko          | Švédsko                |                 |
|                                   | G/EFA             | Zelení / Evropská svobodná aliance                  | Franziska Kellerová | Německo           | Alice Bahová Kuhnkeová | Švédsko         |
| Gwendoline Delbosová-Corfieldová  | G/EFA             | Zelení / Evropská svobodná aliance                  | Franziska Kellerová | Německo           | Francie                |                 |
| Bas Eickhout                      | G/EFA             | Zelení / Evropská svobodná aliance                  | Franziska Kellerová | Německo           | Nizozemsko             |                 |
| Terry Reintkeová                  | G/EFA             | Zelení / Evropská svobodná aliance                  | Franziska Kellerová | Německo           | Německo                |                 |
| Terry Reintkeová                  | G/EFA             | Zelení / Evropská svobodná aliance                  | Philippe Lamberts   | Belgie            | Německo                |                 |
|                                   | G/EFA             | Zelení / Evropská svobodná aliance                  | Philippe Lamberts   | Belgie            |                        |                 |
|                                   | G/EFA             | Zelení / Evropská svobodná aliance                  | Philippe Lamberts   | Belgie            |                        |                 |
| Ernest Urtasun                    | G/EFA             | Zelení / Evropská svobodná aliance                  | Philippe Lamberts   | Belgie            | Španělsko              |                 |
|                                   | ID                | Identita a demokracie                               | Marco Zanni         | Itálie            | Nicolas Bay            | Francie         |
| Jörg Meuthen                      | ID                | Identita a demokracie                               | Marco Zanni         | Itálie            | Německo                |                 |
|                                   | ECR               | Evropští konzervativci a reformisté                 | Raffaele Fitto      | Itálie            | Roberts Zīle           | Lotyšsko        |
| Assita Kanková                    | ECR               | Evropští konzervativci a reformisté                 | Raffaele Fitto      | Itálie            | Belgie                 |                 |
| Peter Lundgren                    | ECR               | Evropští konzervativci a reformisté                 | Raffaele Fitto      | Itálie            | Švédsko                |                 |
| Ryszard Legutko                   | ECR               | Evropští konzervativci a reformisté                 | Polsko              |                   |                        |                 |
| Ryszard Legutko                   | ECR               | Evropští konzervativci a reformisté                 | Polsko              | Derk Jan Eppink   | Nizozemsko             |                 |
| Ryszard Legutko                   | ECR               | Evropští konzervativci a reformisté                 | Polsko              | Hermann Tertsch   | Španělsko              |                 |
|                                   | GUE/NGL           | Evropská sjednocená levice a Severská zelená levice | Manon Aubryová      | Francie           | João Ferreira          | Portugalsko     |
| Marisa Matiasová                  | GUE/NGL           | Evropská sjednocená levice a Severská zelená levice | Manon Aubryová      | Francie           | Portugalsko            |                 |
| Martin Schirdewan                 | GUE/NGL           | Evropská sjednocená levice a Severská zelená levice | Německo             | Sira Regová       | Španělsko              |                 |
| Martin Schirdewan                 | GUE/NGL           | Evropská sjednocená levice a Severská zelená levice | Německo             | Nikolaj Villumsen | Dánsko                 |                 |

## Politické skupiny a strany
V současné době je v parlamentu 7 politických skupin, o jednu méně než v předchozím parlamentu. Každý poslanec může patřit pouze do jedné skupiny. Politickou skupinu může založit nejméně 25 poslanců, kteří pocházejí z nejméně jedné čtvrtiny všech členských států EU (v současné době je to sedm států).

### Současná situace
| Politická skupina a přidružené evropské politické strany | Politická skupina a přidružené evropské politické strany | Politická skupina a přidružené evropské politické strany                                                                                          | Poslanci Evropského parlamentu | Poslanci Evropského parlamentu | Poslanci Evropského parlamentu |
| Politická skupina a přidružené evropské politické strany | Politická skupina a přidružené evropské politické strany | Politická skupina a přidružené evropské politické strany                                                                                          | Před brexitem                  | Po brexitu                     | Po brexitu                     |
| -------------------------------------------------------- | -------------------------------------------------------- | --- | ------------------------------ | ------------------------------ | ------------------------------ |
|                                                          | EPP                                                      | Evropská lidová strana | 182/751                        | 187/705                        | 5                              |
| 24,23 %                                                  | EPP                                                      | Evropská lidová strana | 26,52 %                        | 2,29 %                         |                                |
|                                                          | S&D                                                      | Pokrokové spojenectví socialistů a demokratů - Strana evropských socialistů                                                                       | 154/751                        | 147/705                        | 7                              |
| 20,24 %                                                  | S&D                                                      | Pokrokové spojenectví socialistů a demokratů - Strana evropských socialistů                                                                       | 20,99 %                        | 0,75 %                         |                                |
|                                                          | Renew                                                    | Obnova Evropy - Aliance liberálů a demokratů pro Evropu - Evropská demokratická strana                                                            | 108/751                        | 98/705                         | 10                             |
| 14,38 %                                                  | Renew                                                    | Obnova Evropy - Aliance liberálů a demokratů pro Evropu - Evropská demokratická strana                                                            | 13,76 %                        | 0,62 %                         |                                |
|                                                          | ID                                                       | Identita a demokracie - Strana identity a demokracie                                                                                              | 73/751                         | 76/705                         | 3                              |
| 9,72 %                                                   | ID                                                       | Identita a demokracie - Strana identity a demokracie                                                                                              | 10,78 %                        | 1,06 %                         |                                |
|                                                          | G/EFA                                                    | Zelení / Evropská svobodná aliance - Evropská strana zelených - Evropská svobodná aliance - Evropská pirátská strana - Volt Europa                | 74/751                         | 67/705                         | 7                              |
| 9,84 %                                                   | G/EFA                                                    | Zelení / Evropská svobodná aliance - Evropská strana zelených - Evropská svobodná aliance - Evropská pirátská strana - Volt Europa                | 9,50 %                         | 0,34 %                         |                                |
|                                                          | ECR                                                      | Evropští konzervativci a reformisté - Strana evropských konzervativců a reformistů - Evropské křesťanské politické hnutí                          | 62/751                         | 61/705                         | 1                              |
| 8,26 %                                                   | ECR                                                      | Evropští konzervativci a reformisté - Strana evropských konzervativců a reformistů - Evropské křesťanské politické hnutí                          | 8,79 %                         | 0,53 %                         |                                |
|                                                          | GUE/NGL                                                  | Evropská sjednocená levice a Severská zelená levice - Strana evropské levice - Severská aliance zelené levice - Nyní Lidé - Živočišná politika EU | 41/751                         | 39/705                         | 2                              |
| 5,46 %                                                   | GUE/NGL                                                  | Evropská sjednocená levice a Severská zelená levice - Strana evropské levice - Severská aliance zelené levice - Nyní Lidé - Živočišná politika EU | 5,67 %                         | 0,21 %                         |                                |
|                                                          |                                                          | |                                |                                |                                |
|                                                          | NI                                                       | Nezařazení a další - včetně Reform UK, DUP, Hnutí pěti hvězd, Hnutí za lepší Maďarsko, Zlatého úsvitu, KKE, Živi zid, Die Partei a Kotlebovců     | 54/751                         | 29/705                         | 25                             |
| 7,19 %                                                   | NI                                                       | Nezařazení a další - včetně Reform UK, DUP, Hnutí pěti hvězd, Hnutí za lepší Maďarsko, Zlatého úsvitu, KKE, Živi zid, Die Partei a Kotlebovců     | 3,33 %                         | 3,86 %                         |                                |
|                                                          |                                                          | |                                |                                |                                |
| Volné                                                    | Volné                                                    | Volné | 4                              | 1                              | 46                             |
| Zdroj pro europoslance: Místa podle členských států      |                                                          | |                                |                                | 46                             |

## Členové

### Seznam členů
Poslanci Evropského parlamentu, kteří dříve působili jako prezident nebo premiér:
- Andrus Ansip z Estonska: premiér (2005–2014)
- Traian Băsescu z Rumunska: prezident (2004–2014)
- Marek Belka z Polska: premiér (2004–2005)
- Silvio Berlusconi z Itálie: premiér (1994–1995, 2001–2006, 2008–2011)
- Jerzy Buzek z Polska: premiér (1997–2001)
- Włodzimierz Cimoszewicz z Polska: premiér (1996–1997)
- Dacian Cioloș z Rumunska: premiér (2015–2017)
- Ewa Kopaczová z Polska: premiérka (2014–2015)
- Andrius Kubilius z Litvy: premiér (1999–2000, 2008–2012)
- Leszek Miller z Polska: premiér (2001–2004)
- Alfred Sant z Malty: premiér (1996–1998)
- Sergej Stanišev z Bulharska: premiér (2005–2009)
- Beata Szydłová z Polska: premiérka (2015–2017)
- Mihai Tudose z Rumunska: premiér (2017–2018)
- Guy Verhofstadt z Belgie: premiér (1999–2008)

Poslanci Evropského parlamentu, kteří dříve působili jako evropský komisař:
- Andrus Ansip z Estonska: místopředseda pro jednotný digitální trh (2014–2019)
- Dacian Cioloș z Rumunska: zemědělství a rozvoj venkova (2010–2014)
- Corina Crețuová z Rumunska: regionální politika (2014–2019)
- Danuta Hübnerová z Polska: obchod (2004), regionální politika (2004–2009)
- Sandra Kalnieteová z Lotyšska: zemědělství a rybolov (2004)
- Janusz Lewandowski z Polska: finanční programování a rozpočet (2010–2014)
- Antonio Tajani z Itálie: doprava (2008–2010), průmysl a podnikání (2010–2014)

Poslanci Evropského parlamentu, kteří dříve působili jako předseda národního parlamentu:
- Vasile Blaga z Rumunska: předseda senátu (2011–2012)
- Milan Brglez ze Slovinska: předseda Státního shromáždění (2014–2018)
- Włodzimierz Cimoszewicz z Polska: maršál Sejmu (2005)
- Eero Heinäluoma z Finska: předseda parlamentu (2011–2015)
- Vangelis Meimarakis z Řecka: předseda parlamentu (2012–2015)
- Radosław Sikorski z Polska: maršál Sejmu (2014–2015)

Poslanci Evropského parlamentu, kteří působili jako předseda Evropského parlamentu:
- Jerzy Buzek z Polska: předseda (2009–2012)
- Antonio Tajani z Itálie: předseda (2017–2019)

Poslanci Evropského parlamentu, kteří působili jako ministr zahraničí:
- Włodzimierz Cimoszewicz z Polska: ministr zahraničních věcí (2001–2005)
- Anna Fotygaová z Polska: ministryně zahraničních věcí (2006–2007)
- José Manuel García-Margallo ze Španělska: ministr zahraničních věcí a spolupráce (2011–2016)
- Marina Kaljurandová z Estonska: ministryně zahraničních věcí (2015–2016)
- Sandra Kalnieteová z Lotyšska: ministryně zahraničních věcí (2002–2004)
- Sven Mikser z Estonska: ministr zahraničních věcí (2016–2019)
- Urmas Paet z Estonska: ministr zahraničních věcí (2005–2014)
- Tonino Picula z Chorvatska: ministr zahraničních věcí (2000–2003)
- Radosław Sikorski z Polska: ministr zahraničních věcí (2007–2014)
- Witold Waszczykowski z Polska: ministr zahraničních věcí (2015–2018)

### Přidělování křesel
Když Spojené království opustilo EU bylo 27 křesel přerozděleno dalším členským státům a dalších 46 křesel bylo zrušeno, celkem tedy v Evropském parlamentu zůstalo 705 poslanců.
| Členský stát         | Počet křesel | Změna po brexitu |
| -------------------- | ------------ | ---------------- |
| Belgie               | 21           | ▬ 0              |
| Bulharsko            | 17           | ▬ 0              |
| Česko                | 21           | ▬ 0              |
| Dánsko               | 14           | ▲ 1              |
| Estonsko             | 7            | ▲ 1              |
| Finsko               | 14           | ▲ 1              |
| Francie              | 79           | ▲ 5              |
| Chorvatsko           | 12           | ▲ 1              |
| Irsko                | 13           | ▲ 2              |
| Itálie               | 76           | ▲ 3              |
| Kypr                 | 6            | ▬ 0              |
| Litva                | 11           | ▬ 0              |
| Lotyšsko             | 8            | ▬ 0              |
| Lucembursko          | 6            | ▬ 0              |
| Maďarsko             | 21           | ▬ 0              |
| Malta                | 6            | ▬ 0              |
| Německo              | 96           | ▬ 0              |
| Nizozemsko           | 29           | ▲ 3              |
| Polsko               | 52           | ▲ 1              |
| Portugalsko          | 21           | ▬ 0              |
| Rakousko             | 19           | ▲ 1              |
| Rumunsko             | 33           | ▲ 1              |
| Řecko                | 21           | ▬ 0              |
| Slovensko            | 14           | ▲ 1              |
| Slovinsko            | 8            | ▬ 0              |
| Španělsko            | 59           | ▲ 5              |
| Švédsko              | 21           | ▲ 1              |
| Celkem               | 705          | ▼ 46             |
| [ 29 ] [ 30 ] [ 31 ] |              |                  |

### Změny členství v politických skupinách po Brexitu
| Členský stát       | Politické skupiny | Politické skupiny | Politické skupiny         | Politické skupiny | Politické skupiny        | Politické skupiny                | Politické skupiny | Politické skupiny        | Poslanci Evropského parlamentu |  |    |
| Členský stát       | EPP (EPP)         | S&D (PES)         | RE (ALDE, EDP)            | ECR (ECR, ECPM)   | GUE/NGL (EL, NGLA, EACL) | G/EFA (EGP, EFA)                 | ID (ID)           | NI                       | Poslanci Evropského parlamentu |  |    |
| ------------------ | ----------------- | ----------------- | ------------------------- | ----------------- | ------------------------ | -------------------------------- | ----------------- | ------------------------ | ------------------------------ |  | -- |
| Členský stát       | Rakousko          |                   |                           |                   |                          |                                  | +1 (Grüne)        |                          | Poslanci Evropského parlamentu |  | +1 |
| Chorvatsko         |                   | +1 (SDP)          |                           |                   |                          |                                  |                   |                          | +1                             |  |    |
| Dánsko             |                   |                   | +1 (V)                    |                   |                          |                                  |                   |                          | +1                             |  |    |
| Francie            |                   | +1 (PS)           | +1 (LREM) +1 (PD)         |                   |                          | +1                               | +1 (RN)           |                          | +5                             |  |    |
| Estonsko           | +1 (PP)           |                   |                           |                   |                          |                                  |                   |                          | +1                             |  |    |
| Finsko             |                   |                   |                           |                   |                          | +1 (VIHR)                        |                   |                          | +1                             |  |    |
| Irsko              | +1 (FG)           |                   | +1 (FF)                   |                   |                          |                                  |                   |                          | +2                             |  |    |
| Itálie             | +1 (FI)           |                   |                           | +1 (FdI)          |                          |                                  | +1 (Liga)         |                          | +3                             |  |    |
| Nizozemsko         |                   |                   | +1(VVD)                   | +1 (FvD)          |                          |                                  | +1 (PVV)          |                          | +3                             |  |    |
| Polsko             |                   |                   |                           | +1 (PiS)          |                          |                                  |                   |                          | +1                             |  |    |
| Rumunsko           |                   | +1 (PSD)          |                           |                   |                          |                                  |                   |                          | +1                             |  |    |
| Slovensko          | +1 (KDH)          |                   |                           |                   |                          |                                  |                   |                          | +1                             |  |    |
| Španělsko          | +1 (PP)           | +1 (PSOE)         | +1 (Cs)                   | +1 (VOX)          |                          |                                  |                   | +1 (JxCat)               | +5                             |  |    |
| Švédsko            |                   |                   |                           |                   |                          | +1 (MP)                          |                   |                          | +1                             |  |    |
| Spojené království |                   | -10 (Lab)         | -16 (LibDem) -1 (Aliance) | -4 (Kon)          | -1 (SF)                  | -7 (Green/GPEW) -3 (SNP) -1 (PC) |                   | -1 (DUP) -29 (Reform UK) | -73                            |  |    |
| Celkem             | +5                | -6                | -11                       | 0                 | -1                       | -7                               | +3                | -29                      | Poslanci Evropského parlamentu |  |    |
| Celkem             |                   |                   |                           |                   |                          |                                  |                   |                          | Poslanci Evropského parlamentu |  |    |
| Celkem             | EPP               | S&D               | RE                        | ECR               | GUE/NGL                  | G/EFA                            | ID                | NI                       | Poslanci Evropského parlamentu |  |    |

### Bývalí členové
| Skupina | Skupina | Jméno             | Stát        | Europoslanec do   | Důvod                                            | Zdroj  |
| ------- | ------- | ----------------- | ----------- | ----------------- | ------------------------------------------------ | ------ |
|         | S&D     | André Bradford    | Portugalsko | 18. července 2019 | Smrt                                             | [ 26 ] |
|         | S&D     | Roberto Gualtieri | Itálie      | 5. září 2019      | Jmenován ministrem hospodářství a financí Itálie | [ 27 ] |

### Zvolení europoslanci, kteří odmítli mandát
| Skupina | Skupina | Jméno              | Stát       | Důvod                                     | Zdroj  |
| ------- | ------- | ------------------ | ---------- | ----------------------------------------- | ------ |
|         | S&D     | Frans Timmermans   | Nizozemsko | Zůstal evropským komisařem za Nizozemsko  | [ 32 ] |
|         | EPP     | Mariya Gabrielová  | Bulharsko  | Zůstala evropskou komisařkou za Bulharsko | [ 33 ] |
|         | EPP     | Valdis Dombrovskis | Lotyšsko   | Zůstal evropským komisařem za Lotyšsko    | [ 34 ] |

## Pracovní orgány
Europoslanci jsou rozděleni do 20 stálých výborů. Každý europoslanec je obvykle členem jednoho výboru a náhradním členem druhého. Výbory projednávají legislativní návrhy Komise předtím, než o nich rozhodne Evropský parlament na plenárním zasedání.
Každý výbor si volí svého předsedu a místopředsedy, kteří řídí práci výboru. Předsedové výborů jsou členy Konference předsedů výborů, která koordinuje práci všech výborů.

### Stálé výbory
| Výbor                                                             | Výbor                                                             | Výbor | Členové | První polovina volebního období | První polovina volebního období | První polovina volebního období | První polovina volebního období | První polovina volebního období | První polovina volebního období  | První polovina volebního období     | První polovina volebního období |
| Výbor                                                             | Výbor                                                             | Výbor | Členové | Předseda                        | Předseda                        | Předseda                        | Předseda                        | Místopředsedové                 | Místopředsedové                  | Místopředsedové                     | Místopředsedové                 |
| ----------------------------------------------------------------- | ----------------------------------------------------------------- | ----- | ------- | ------------------------------- | ------------------------------- | ------------------------------- | ------------------------------- | ------------------------------- | -------------------------------- | ----------------------------------- | ------------------------------- |
| Výbor pro zahraniční věci                                         | Výbor pro zahraniční věci                                         | AFET  | 71      |                                 | EPP                             | David McAllister                | Německo                         |                                 | ECR                              | Witold Waszczykowski                | Polsko                          |
| Výbor pro zahraniční věci                                         | Výbor pro zahraniční věci                                         | AFET  | 71      |                                 | EPP                             | David McAllister                | Německo                         | RE                              | Urmas Paet                       | Estonsko                            |                                 |
| Výbor pro zahraniční věci                                         | Výbor pro zahraniční věci                                         | AFET  | 71      |                                 | EPP                             | David McAllister                | Německo                         | S&D                             | Sergej Stanišev                  | Bulharsko                           |                                 |
| Výbor pro zahraniční věci                                         | Výbor pro zahraniční věci                                         | AFET  | 71      |                                 | EPP                             | David McAllister                | Německo                         | EPP                             | Željana Zovková                  | Chorvatsko                          |                                 |
|                                                                   | Podvýbor pro bezpečnost a obranu                                  | SEDE  | 30      |                                 | RE                              | Nathalie Loiseauová             | Francie                         |                                 | S&D                              | Nikos Androulakis                   | Řecko                           |
|                                                                   | Podvýbor pro bezpečnost a obranu                                  | SEDE  | 30      | EPP                             | RE                              | Nathalie Loiseauová             | Francie                         | Kinga Gálová                    | Maďarsko                         |                                     |                                 |
|                                                                   | Podvýbor pro bezpečnost a obranu                                  | SEDE  | 30      | GUE/NGL                         | RE                              | Nathalie Loiseauová             | Francie                         | Özlem Demirelová                | Německo                          |                                     |                                 |
|                                                                   | Podvýbor pro bezpečnost a obranu                                  | SEDE  | 30      | EPP                             | RE                              | Nathalie Loiseauová             | Francie                         | Lukas Mandl                     | Rakousko                         |                                     |                                 |
| Podvýbor pro bezpečnost a obranu                                  | DROI                                                              | 30    |         | S&D                             | Marie Arenaová                  | Belgie                          |                                 | RE                              | Bernard Guetta                   | Francie                             |                                 |
| Podvýbor pro bezpečnost a obranu                                  | DROI                                                              | 30    |         | S&D                             | Marie Arenaová                  | Belgie                          | G/EFA                           | Hannah Neumannová               | Německo                          |                                     |                                 |
| Podvýbor pro bezpečnost a obranu                                  | DROI                                                              | 30    |         | S&D                             | Marie Arenaová                  | Belgie                          | EPP                             | Christian Sagartz               | Rakousko                         |                                     |                                 |
| Podvýbor pro bezpečnost a obranu                                  | DROI                                                              | 30    |         | S&D                             | Marie Arenaová                  | Belgie                          | S&D                             | Raphaël Glucksmann              | Francie                          |                                     |                                 |
| Výbor pro rozvoj                                                  | Výbor pro rozvoj                                                  | DEVE  | 26      |                                 | EPP                             | Tomas Tobé                      | Švédsko                         |                                 | G/EFA                            | Pierrette Herzbergerová-Fofanaová   | Německo                         |
| Výbor pro rozvoj                                                  | Výbor pro rozvoj                                                  | DEVE  | 26      |                                 | EPP                             | Tomas Tobé                      | Švédsko                         | S&D                             | Norbert Neuser                   | Německo                             |                                 |
| Výbor pro rozvoj                                                  | Výbor pro rozvoj                                                  | DEVE  | 26      |                                 | EPP                             | Tomas Tobé                      | Švédsko                         | RE                              | Chrysoula Zacharopoulouová       | Francie                             |                                 |
| Výbor pro rozvoj                                                  | Výbor pro rozvoj                                                  | DEVE  | 26      |                                 | EPP                             | Tomas Tobé                      | Švédsko                         | G/EFA                           | Erik Marquardt                   | Německo                             |                                 |
| Výbor pro mezinárodní obchod                                      | Výbor pro mezinárodní obchod                                      | INTA  | 41      |                                 | S&D                             | Bernd Lange                     | Německo                         |                                 | ECR                              | Jan Zahradil                        | Česko                           |
| Výbor pro mezinárodní obchod                                      | Výbor pro mezinárodní obchod                                      | INTA  | 41      |                                 | S&D                             | Bernd Lange                     | Německo                         | EPP                             | Iuliu Winkler                    | Rumunsko                            |                                 |
| Výbor pro mezinárodní obchod                                      | Výbor pro mezinárodní obchod                                      | INTA  | 41      |                                 | S&D                             | Bernd Lange                     | Německo                         | EPP                             | Anna Michelle Asimakopoulouová   | Řecko                               |                                 |
| Výbor pro mezinárodní obchod                                      | Výbor pro mezinárodní obchod                                      | INTA  | 41      |                                 | S&D                             | Bernd Lange                     | Německo                         | RE                              | Marie-Pierre Vedrenneová         | Francie                             |                                 |
| Rozpočtový výbor                                                  | Rozpočtový výbor                                                  | BUDG  | 41      |                                 | ECR                             | Johan Van Overtveldt            | Belgie                          |                                 | EPP                              | Janusz Lewandowski                  | Polsko                          |
| Rozpočtový výbor                                                  | Rozpočtový výbor                                                  | BUDG  | 41      |                                 | ECR                             | Johan Van Overtveldt            | Belgie                          | RE                              | Olivier Chastel                  | Belgie                              |                                 |
| Rozpočtový výbor                                                  | Rozpočtový výbor                                                  | BUDG  | 41      |                                 | ECR                             | Johan Van Overtveldt            | Belgie                          | S&D                             | Margarida Marquesová             | Portugalsko                         |                                 |
| Rozpočtový výbor                                                  | Rozpočtový výbor                                                  | BUDG  | 41      |                                 | ECR                             | Johan Van Overtveldt            | Belgie                          | EPP                             | Niclas Herbst                    | Německo                             |                                 |
| Výbor pro rozpočtovou kontrolu                                    | Výbor pro rozpočtovou kontrolu                                    | CONT  | 30      |                                 | EPP                             | Monika Hohlmeierová             | Německo                         |                                 | S&D                              | Isabel Garcíaová Muñozová           | Španělsko                       |
| Výbor pro rozpočtovou kontrolu                                    | Výbor pro rozpočtovou kontrolu                                    | CONT  | 30      |                                 | EPP                             | Monika Hohlmeierová             | Německo                         | S&D                             | Caterina Chinniciová             | Itálie                              |                                 |
| Výbor pro rozpočtovou kontrolu                                    | Výbor pro rozpočtovou kontrolu                                    | CONT  | 30      |                                 | EPP                             | Monika Hohlmeierová             | Německo                         | RE                              | Martina Dlabajová                | Česko                               |                                 |
| Výbor pro rozpočtovou kontrolu                                    | Výbor pro rozpočtovou kontrolu                                    | CONT  | 30      |                                 | EPP                             | Monika Hohlmeierová             | Německo                         | EPP                             | Tamás Deutsch                    | Maďarsko                            |                                 |
| Hospodářský a měnový výbor                                        | Hospodářský a měnový výbor                                        | ECON  | 60      |                                 | S&D                             | Roberto Gualtieri               | Itálie                          |                                 | EPP                              | Luděk Niedermayer                   | Česko                           |
| Hospodářský a měnový výbor                                        | Hospodářský a měnový výbor                                        | ECON  | 60      |                                 | S&D                             | Roberto Gualtieri               | Itálie                          | RE                              | Stéphanie Yonová-Courtinová      | Francie                             |                                 |
| Hospodářský a měnový výbor                                        | Hospodářský a měnový výbor                                        | ECON  | 60      |                                 | S&D                             | Roberto Gualtieri               | Itálie                          | GUE/NGL                         | José Gusmão                      | Portugalsko                         |                                 |
|                                                                   | Podvýbor pro daňové záležitosti                                   | FISC  | 30      |                                 | S&D                             | Paul Tang                       | Nizozemsko                      |                                 | EPP                              | Markus Ferber                       | Německo                         |
|                                                                   | Podvýbor pro daňové záležitosti                                   | FISC  | 30      | RE                              | S&D                             | Paul Tang                       | Nizozemsko                      | Martin Hlaváček                 | Česko                            |                                     |                                 |
|                                                                   | Podvýbor pro daňové záležitosti                                   | FISC  | 30      | G/EFA                           | S&D                             | Paul Tang                       | Nizozemsko                      | Kira Marie Peterová-Hansenová   | Dánsko                           |                                     |                                 |
|                                                                   | Podvýbor pro daňové záležitosti                                   | FISC  | 30      | EPP                             | S&D                             | Paul Tang                       | Nizozemsko                      | Othmar Karas                    | Rakousko                         |                                     |                                 |
| Výbor pro zaměstnanost a sociální věci                            | Výbor pro zaměstnanost a sociální věci                            | EMPL  | 55      |                                 | ECR                             | Lucia Nicholsonová              | Slovensko                       |                                 | S&D                              | Vilija Blinkevičiūtėová             | Litva                           |
| Výbor pro zaměstnanost a sociální věci                            | Výbor pro zaměstnanost a sociální věci                            | EMPL  | 55      |                                 | ECR                             | Lucia Nicholsonová              | Slovensko                       | GUE/NGL                         | Sandra Pereiraová                | Portugalsko                         |                                 |
| Výbor pro zaměstnanost a sociální věci                            | Výbor pro zaměstnanost a sociální věci                            | EMPL  | 55      |                                 | ECR                             | Lucia Nicholsonová              | Slovensko                       | EPP                             | Tomáš Zdechovský                 | Česko                               |                                 |
| Výbor pro zaměstnanost a sociální věci                            | Výbor pro zaměstnanost a sociální věci                            | EMPL  | 55      |                                 | ECR                             | Lucia Nicholsonová              | Slovensko                       | G/EFA                           | Katrin Langensiepenová           | Německo                             |                                 |
| Výbor pro životní prostředí, veřejné zdraví a bezpečnost potravin | Výbor pro životní prostředí, veřejné zdraví a bezpečnost potravin | ENVI  | 76      |                                 | RE                              | Pascal Canfin                   | Francie                         |                                 | G/EFA                            | Bas Eickhout                        | Nizozemsko                      |
| Výbor pro životní prostředí, veřejné zdraví a bezpečnost potravin | Výbor pro životní prostředí, veřejné zdraví a bezpečnost potravin | ENVI  | 76      |                                 | RE                              | Pascal Canfin                   | Francie                         | S&D                             | César Luena                      | Španělsko                           |                                 |
| Výbor pro životní prostředí, veřejné zdraví a bezpečnost potravin | Výbor pro životní prostředí, veřejné zdraví a bezpečnost potravin | ENVI  | 76      |                                 | RE                              | Pascal Canfin                   | Francie                         | EPP                             | Dan Motreanu                     | Rumunsko                            |                                 |
| Výbor pro životní prostředí, veřejné zdraví a bezpečnost potravin | Výbor pro životní prostředí, veřejné zdraví a bezpečnost potravin | ENVI  | 76      |                                 | RE                              | Pascal Canfin                   | Francie                         | GUE/NGL                         | Anja Hazekampová                 | Nizozemsko                          |                                 |
| Výbor pro průmysl, výzkum a energetiku                            | Výbor pro průmysl, výzkum a energetiku                            | ITRE  | 72      |                                 | EPP                             | Cristian Bușoi                  | Rumunsko                        |                                 | ECR                              | Zdzisław Krasnodębski               | Polsko                          |
| Výbor pro průmysl, výzkum a energetiku                            | Výbor pro průmysl, výzkum a energetiku                            | ITRE  | 72      |                                 | EPP                             | Cristian Bușoi                  | Rumunsko                        | RE                              | Morten Petersen                  | Dánsko                              |                                 |
| Výbor pro průmysl, výzkum a energetiku                            | Výbor pro průmysl, výzkum a energetiku                            | ITRE  | 72      |                                 | EPP                             | Cristian Bușoi                  | Rumunsko                        | S&D                             | Patrizia Toiaová                 | Itálie                              |                                 |
| Výbor pro průmysl, výzkum a energetiku                            | Výbor pro průmysl, výzkum a energetiku                            | ITRE  | 72      |                                 | EPP                             | Cristian Bușoi                  | Rumunsko                        | S&D                             | Lina Gálvezová                   | Španělsko                           |                                 |
| Výbor pro vnitřní trh a ochranu spotřebitelů                      | Výbor pro vnitřní trh a ochranu spotřebitelů                      | IMCO  | 45      |                                 | G/EFA                           | Anna Cavazziniová               | Německo                         |                                 | RE                               | Andrus Ansip                        | Estonsko                        |
| Výbor pro vnitřní trh a ochranu spotřebitelů                      | Výbor pro vnitřní trh a ochranu spotřebitelů                      | IMCO  | 45      |                                 | G/EFA                           | Anna Cavazziniová               | Německo                         | S&D                             | Maria Grapiniová                 | Rumunsko                            |                                 |
| Výbor pro vnitřní trh a ochranu spotřebitelů                      | Výbor pro vnitřní trh a ochranu spotřebitelů                      | IMCO  | 45      |                                 | G/EFA                           | Anna Cavazziniová               | Německo                         | EPP                             | Róża Thunová                     | Polsko                              |                                 |
| Výbor pro vnitřní trh a ochranu spotřebitelů                      | Výbor pro vnitřní trh a ochranu spotřebitelů                      | IMCO  | 45      |                                 | G/EFA                           | Anna Cavazziniová               | Německo                         | S&D                             | Maria Manuel Leitãová Marquesová | Portugalsko                         |                                 |
| Výbor pro dopravu a cestovní ruch                                 | Výbor pro dopravu a cestovní ruch                                 | TRAN  | 49      |                                 | G/EFA                           | Karima Delliová                 | Francie                         |                                 | S&D                              | István Ujhelyi                      | Maďarsko                        |
| Výbor pro dopravu a cestovní ruch                                 | Výbor pro dopravu a cestovní ruch                                 | TRAN  | 49      |                                 | G/EFA                           | Karima Delliová                 | Francie                         | EPP                             | Sven Schulze                     | Německo                             |                                 |
| Výbor pro dopravu a cestovní ruch                                 | Výbor pro dopravu a cestovní ruch                                 | TRAN  | 49      |                                 | G/EFA                           | Karima Delliová                 | Francie                         | S&D                             | Andris Ameriks                   | Lotyšsko                            |                                 |
| Výbor pro dopravu a cestovní ruch                                 | Výbor pro dopravu a cestovní ruch                                 | TRAN  | 49      |                                 | G/EFA                           | Karima Delliová                 | Francie                         | RE                              | Jan-Christoph Oetjen             | Německo                             |                                 |
| Výbor pro regionální rozvoj                                       | Výbor pro regionální rozvoj                                       | REGI  | 43      |                                 | GUE/NGL                         | Younous Omarjee                 | Francie                         |                                 | EPP                              | Krzysztof Hetman                    | Polsko                          |
| Výbor pro regionální rozvoj                                       | Výbor pro regionální rozvoj                                       | REGI  | 43      |                                 | GUE/NGL                         | Younous Omarjee                 | Francie                         | RE                              | Vlad-Marius Botoş                | Rumunsko                            |                                 |
| Výbor pro regionální rozvoj                                       | Výbor pro regionální rozvoj                                       | REGI  | 43      |                                 | GUE/NGL                         | Younous Omarjee                 | Francie                         | S&D                             | Adrian-Dragoş Benea              | Rumunsko                            |                                 |
| Výbor pro regionální rozvoj                                       | Výbor pro regionální rozvoj                                       | REGI  | 43      |                                 | GUE/NGL                         | Younous Omarjee                 | Francie                         | EPP                             | Isabel Benjumeaová               | Španělsko                           |                                 |
| Výbor pro zemědělství a rozvoj venkova                            | Výbor pro zemědělství a rozvoj venkova                            | AGRI  | 48      |                                 | EPP                             | Norbert Lins                    | Německo                         |                                 | G/EFA                            | Francisco Guerreiro                 | Portugalsko                     |
| Výbor pro zemědělství a rozvoj venkova                            | Výbor pro zemědělství a rozvoj venkova                            | AGRI  | 48      |                                 | EPP                             | Norbert Lins                    | Německo                         | EPP                             | Daniel Buda                      | Rumunsko                            |                                 |
| Výbor pro zemědělství a rozvoj venkova                            | Výbor pro zemědělství a rozvoj venkova                            | AGRI  | 48      |                                 | EPP                             | Norbert Lins                    | Německo                         | ECR                             | Mazaly Aguilarová                | Španělsko                           |                                 |
| Výbor pro zemědělství a rozvoj venkova                            | Výbor pro zemědělství a rozvoj venkova                            | AGRI  | 48      |                                 | EPP                             | Norbert Lins                    | Německo                         | RE                              | Elsi Katainenová                 | Finsko                              |                                 |
| Výbor pro rybolov                                                 | Výbor pro rybolov                                                 | PECH  | 28      |                                 | RE                              | Pierre Karleskind               | Francie                         |                                 | EPP                              | Peter van Dalen                     | Nizozemsko                      |
| Výbor pro rybolov                                                 | Výbor pro rybolov                                                 | PECH  | 28      |                                 | RE                              | Pierre Karleskind               | Francie                         | RE                              | Søren Gade                       | Dánsko                              |                                 |
| Výbor pro rybolov                                                 | Výbor pro rybolov                                                 | PECH  | 28      |                                 | RE                              | Pierre Karleskind               | Francie                         | S&D                             | Giuseppe Ferrandino              | Itálie                              |                                 |
| Výbor pro rybolov                                                 | Výbor pro rybolov                                                 | PECH  | 28      |                                 | RE                              | Pierre Karleskind               | Francie                         | EPP                             | Cláudia Monteirová de Aguiar     | Portugalsko                         |                                 |
| Výbor pro kulturu a vzdělávání                                    | Výbor pro kulturu a vzdělávání                                    | CULT  | 31      |                                 | EPP                             | Sabine Verheyenová              | Německo                         |                                 | G/EFA                            | Romeo Franz                         | Německo                         |
| Výbor pro kulturu a vzdělávání                                    | Výbor pro kulturu a vzdělávání                                    | CULT  | 31      |                                 | EPP                             | Sabine Verheyenová              | Německo                         | ECR                             | Dace Melbārdeová                 | Lotyšsko                            |                                 |
| Výbor pro kulturu a vzdělávání                                    | Výbor pro kulturu a vzdělávání                                    | CULT  | 31      |                                 | EPP                             | Sabine Verheyenová              | Německo                         | S&D                             | Victor Negrescu                  | Rumunsko                            |                                 |
| Výbor pro kulturu a vzdělávání                                    | Výbor pro kulturu a vzdělávání                                    | CULT  | 31      |                                 | EPP                             | Sabine Verheyenová              | Německo                         | EPP                             | Andrea Bocskorová                | Maďarsko                            |                                 |
| Výbor pro právní záležitosti                                      | Výbor pro právní záležitosti                                      | JURI  | 25      |                                 | RE                              | Adrián Vázquez Lázara           | Španělsko                       |                                 | G/EFA                            | Sergey Lagodinsky                   | Německo                         |
| Výbor pro právní záležitosti                                      | Výbor pro právní záležitosti                                      | JURI  | 25      |                                 | RE                              | Adrián Vázquez Lázara           | Španělsko                       | EPP                             | Marion Walsmannová               | Německo                             |                                 |
| Výbor pro právní záležitosti                                      | Výbor pro právní záležitosti                                      | JURI  | 25      |                                 | RE                              | Adrián Vázquez Lázara           | Španělsko                       | S&D                             | Iban García del Blanco           | Španělsko                           |                                 |
| Výbor pro právní záležitosti                                      | Výbor pro právní záležitosti                                      | JURI  | 25      |                                 | RE                              | Adrián Vázquez Lázara           | Španělsko                       | ECR                             | Raffaele Stancanelli             | Itálie                              |                                 |
| Výbor pro občanské svobody, spravedlnost a vnitřní věci           | Výbor pro občanské svobody, spravedlnost a vnitřní věci           | LIBE  | 68      |                                 | S&D                             | Juan Fernando López Aguilar     | Španělsko                       |                                 | RE                               | Maite Pagazaurtundúaová             | Španělsko                       |
| Výbor pro občanské svobody, spravedlnost a vnitřní věci           | Výbor pro občanské svobody, spravedlnost a vnitřní věci           | LIBE  | 68      |                                 | S&D                             | Juan Fernando López Aguilar     | Španělsko                       | S&D                             | Pietro Bartolo                   | Itálie                              |                                 |
| Výbor pro občanské svobody, spravedlnost a vnitřní věci           | Výbor pro občanské svobody, spravedlnost a vnitřní věci           | LIBE  | 68      |                                 | S&D                             | Juan Fernando López Aguilar     | Španělsko                       | EPP                             | Andrzej Halicki                  | Polsko                              |                                 |
| Výbor pro občanské svobody, spravedlnost a vnitřní věci           | Výbor pro občanské svobody, spravedlnost a vnitřní věci           | LIBE  | 68      |                                 | S&D                             | Juan Fernando López Aguilar     | Španělsko                       | EPP                             | Emil Radev                       | Bulharsko                           |                                 |
| Výbor pro ústavní záležitosti                                     | Výbor pro ústavní záležitosti                                     | AFCO  | 28      |                                 | EPP                             | Antonio Tajani                  | Itálie                          |                                 | S&D                              | Gaby Bischoffová                    | Německo                         |
| Výbor pro ústavní záležitosti                                     | Výbor pro ústavní záležitosti                                     | AFCO  | 28      |                                 | EPP                             | Antonio Tajani                  | Itálie                          | RE                              | Charles Goerens                  | Lucembursko                         |                                 |
| Výbor pro ústavní záležitosti                                     | Výbor pro ústavní záležitosti                                     | AFCO  | 28      |                                 | EPP                             | Antonio Tajani                  | Itálie                          | S&D                             | Giuliano Pisapia                 | Itálie                              |                                 |
| Výbor pro ústavní záležitosti                                     | Výbor pro ústavní záležitosti                                     | AFCO  | 28      |                                 | EPP                             | Antonio Tajani                  | Itálie                          | EPP                             | Loránt Vincze                    | Rumunsko                            |                                 |
| Výbor pro práva žen a rovnost pohlaví                             | Výbor pro práva žen a rovnost pohlaví                             | FEMM  | 35      |                                 | S&D                             | Evelyn Regnerová                | Rakousko                        |                                 | GUE/NGL                          | María Eugenia Rodríguezová Palopová | Španělsko                       |
| Výbor pro práva žen a rovnost pohlaví                             | Výbor pro práva žen a rovnost pohlaví                             | FEMM  | 35      |                                 | S&D                             | Evelyn Regnerová                | Rakousko                        | G/EFA                           | Sylwia Spureková                 | Polsko                              |                                 |
| Výbor pro práva žen a rovnost pohlaví                             | Výbor pro práva žen a rovnost pohlaví                             | FEMM  | 35      |                                 | S&D                             | Evelyn Regnerová                | Rakousko                        | EPP                             | Eliza Vozembergová               | Řecko                               |                                 |
| Výbor pro práva žen a rovnost pohlaví                             | Výbor pro práva žen a rovnost pohlaví                             | FEMM  | 35      |                                 | S&D                             | Evelyn Regnerová                | Rakousko                        | S&D                             | Robert Biedroń                   | Polsko                              |                                 |
| Petiční výbor                                                     | Petiční výbor                                                     | PETI  | 35      |                                 | EPP                             | Dolors Montserratová            | Španělsko                       |                                 | G/EFA                            | Tatjana Ždanokaová                  | Lotyšsko                        |
| Petiční výbor                                                     | Petiční výbor                                                     | PETI  | 35      |                                 | EPP                             | Dolors Montserratová            | Španělsko                       | RE                              | Yana Toomová                     | Estonsko                            |                                 |
| Petiční výbor                                                     | Petiční výbor                                                     | PETI  | 35      |                                 | EPP                             | Dolors Montserratová            | Španělsko                       | ECR                             | Ryszard Czarnecki                | Polsko                              |                                 |
| Petiční výbor                                                     | Petiční výbor                                                     | PETI  | 35      |                                 | EPP                             | Dolors Montserratová            | Španělsko                       | S&D                             | Cristina Maestreová              | Španělsko                           |                                 |
| Sources:                                                          |                                                                   |       |         |                                 |                                 |                                 |                                 |                                 |                                  |                                     |                                 |

### Další orgány
| Orgán                        | Orgán | Členové | Předseda | Předseda | Předseda                         | Předseda  | Členové |
| ---------------------------- | ----- | ------- | -------- | -------- | -------------------------------- | --------- | --- |
| Konference předsedů          | BCPR  | 11      |          | S&D      | David Sassoli (ex offo)          | Itálie    | Předseda Evropského parlamentu Předsedové politických skupin Jeden nezařazený europoslanec pozvaný předsedou (žádné volební právo) |
| Předsednictvo                | BURO  | 20      |          | S&D      | David Sassoli (ex offo)          | Itálie    | Předseda Evropského parlamentu Místopředsedové Evropského parlamentu Kvestoři (v poradní funkci)                                   |
| Kolegium kvestorů            | QUE   | 5       | /        | /        | /                                | /         | Kvestoři |
| Konference předsedů výborů   | CCC   | 22      |          | EPP      | Antonio Tajani                   | Itálie    | Předsedové všech stálých a dočasných výborů                                                                                        |
| Konference předsedů delegací | CDC   | 45      |          | S&D      | Inmaculada Rodríguezová-Piñerová | Španělsko | Předsedové všech stálých meziparlamentních delegací                                                                                |
| Zdroj:                       |       |         |          |          |                                  |           | |

## Jmenování
Evropský parlament má úlohu při jmenování:
- Předseda Evropské komise
- Členové Evropské komise
- Členové Evropského účetního dvora
- Členové Výkonné rady Evropské centrální banky a Dozorčí rady Evropské centrální banky
- Orgány hospodářské správy:
  - Předseda a místopředseda dozorčí rady Jednotného kontrolního mechanismu
  - Předseda, místopředseda a členové na plný úvazek Jednotné rady pro řešení krizí Jednotného mechanismu pro řešení krizí
  - Předsedové a výkonní ředitelé evropských orgánů dohledu (Evropský orgán pro bankovnictví, Evropský orgán pro cenné papíry a trhy, Evropský orgán pro pojišťovnictví a zaměstnanecké penzijní pojištění)
  - Generální ředitel a zástupce generálního ředitele Evropského fondu pro strategické investice

| Pozice                                              | Kandidát | Kandidát | Kandidát                | Kandidát    | Role v EP  | Jmenovatel                              | Slyšení                               | Slyšení                               | Slyšení                               | Slyšení                               | Slyšení                               | Hlasování Evropského parlamentu       | Hlasování Evropského parlamentu       | Hlasování Evropského parlamentu       | Hlasování Evropského parlamentu       | Hlasování Evropského parlamentu       | Hlasování Evropského parlamentu       | Zdroj         |
| Pozice                                              | Strana   | Strana   | Jméno                   | Země        | Role v EP  | Jmenovatel                              | Datum                                 | Výbor                                 | Pro                                   | Proti                                 | Zdželo se hlasování                   | Datum                                 | Odevzdané hlasy                       | Většina                               | Pro                                   | Proti                                 | Zdželo se hlasování                   | Zdroj         |
| --------------------------------------------------- | -------- | -------- | ----------------------- | ----------- | ---------- | --------------------------------------- | ------------------------------------- | ------------------------------------- | ------------------------------------- | ------------------------------------- | ------------------------------------- | ------------------------------------- | ------------------------------------- | ------------------------------------- | ------------------------------------- | ------------------------------------- | ------------------------------------- | ------------- |
| Prezident Evropské centrální banky                  |          | EPP      | Christine Lagardeová    | Francie     | Konzultace | Evropská rada                           | 4. září 2019                          | ECON                                  | 37                                    | 11                                    | 4                                     | 17. září 2019                         | 649                                   | 325                                   | 349                                   | 206                                   | 49                                    | [ 41 ] [ 42 ] |
| Místopředseda dozorčí rady Evropské centrální banky |          | Nez      | Yves Mersch             | Lucembursko | Konzultace | Rada guvernérů Evropské centrální banky | 4. září 2019                          | ECON                                  | 35                                    | 14                                    | 4                                     | 17. září 2019                         | 678                                   | 340                                   | 379                                   | 230                                   | 69                                    |               |
| Hlavní evropský veřejný žalobce                     |          | Nez      | Laura Codruța Kövesiová | Rumunsko    | Jmenovatel | Evropský parlament Rada EU              | Potvrzeno BCPR, žádné hlasování v EP. | Potvrzeno BCPR, žádné hlasování v EP. | Potvrzeno BCPR, žádné hlasování v EP. | Potvrzeno BCPR, žádné hlasování v EP. | Potvrzeno BCPR, žádné hlasování v EP. | Potvrzeno BCPR, žádné hlasování v EP. | Potvrzeno BCPR, žádné hlasování v EP. | Potvrzeno BCPR, žádné hlasování v EP. | Potvrzeno BCPR, žádné hlasování v EP. | Potvrzeno BCPR, žádné hlasování v EP. | Potvrzeno BCPR, žádné hlasování v EP. | [ 43 ]        |

## Statistiky

### Statistiky Evropského parlamentu
V Evropském parlamentu je 266 poslankyň, což je 37,7 % z celkového počtu poslanců. Kira Peterová-Hansenová z Dánska je ve věku 21 let nejmladším europoslancem, zatímco Silvio Berlusconi (bývalý premiér Itálie) je ve věku 82 let nejstarší.
387 současných europoslanců je nově zvoleno a dosud nebyli členy Evropského parlamentu. 295 poslanců bylo členy předchozího parlamentu. 16 současných poslanců tuto funkci zastávalo dříve, ale ne mezi lety 2014 a 2019.
| Evropský parlament | Europoslankyně | Noví europoslanci | Věk       | Věk    | Věk       |
| Evropský parlament | Europoslankyně | Noví europoslanci | Nejmladší | Průměr | Nejstarší |
| ------------------ | -------------- | ----------------- | --------- | ------ | --------- |
| Evropský parlament | 266/705        | 387/705           | 21        | 50     | 82        |

### Statistiky podle členského státu
Většinu pozic v předsednictvu zastává Německo. Na druhé je Slovinsko jediným členským státem, který nemá v předsednictvu žádné zastoupení. Německo má s 5 předsedy nejvíce předsedů výborů, je následováno Francií, která má 4.
Finsko (se 7 ženami ze 13 europoslanců) a Švédsko (s 11 z 20) jsou jedinými členskými státy, které mají více europoslankyň než europoslanců. Rakousko, Lotyšsko, Lucembursko, Nizozemsko a Slovinsko jsou zastoupeny stejným počtem europoslankyň jako europoslanců. Kypr je jediný členský stát, který není zastoupen žádnou ženou.
Slovensko má nejvyšší procento nově zvolených europoslanců, 85 %, zatímco Malta má pouze 33 % nově zvolených europoslanců.
Litva má s průměrným věkem 60 let nejstarší národní delegaci, zatímco Malta má s průměrným věkem 44 let nejmladší. Švédsko má ve věku 58 let nejmladšího „nejstaršího“ europoslance a Litva má ve věku 54 let nejstaršího „nejmladšího“ europoslance.
| Členský stát | Pozice           | Pozice               | Pozice               | Europoslankyně | Noví europoslanci | Věk       | Věk    | Věk       |
| Členský stát | Předsednitcvo EP | Předsednictva výborů | Předsednictva skupin | Europoslankyně | Noví europoslanci | Nejmladší | Průměr | Nejstarší |
| ------------ | ---------------- | -------------------- | -------------------- | -------------- | ----------------- | --------- | ------ | --------- |
| Belgie       | 0/20             | 4/110                | 3/55                 | 7/21           | 11/21             | 34        | 52     | 68        |
| Bulharsko    | 0/20             | 1/110                | 2/55                 | 5/17           | 8/17              | 30        | 45     | 67        |
| Česko        | 2/20             | 4/110                | 0/55                 | 7/21           | 11/21             | 26        | 46     | 66        |
| Dánsko       | 0/20             | 2/110                | 1/55                 | 6/14           | 8/14              | 21        | 46     | 74        |
| Estonsko     | 0/20             | 1/110                | 0/55                 | 2/6            | 3/6               | 28        | 48     | 62        |
| Finsko       | 1/20             | 1/110                | 0/55                 | 8/13           | 6/13              | 40        | 55     | 73        |
| Francie      | 2/20             | 10/110               | 6/55                 | 37/74          | 51/74             | 23        | 50     | 72        |
| Chorvatsko   | 0/20             | 0/110                | 2/55                 | 4/11           | 6/11              | 28        | 47     | 62        |
| Irsko        | 1/20             | 0/110                | 1/55                 | 6/11           | 7/11              | 32        | 54     | 68        |
| Itálie       | 2/20             | 8/110                | 3/55                 | 30/73          | 41/73             | 30        | 49     | 82        |
| Kypr         | 0/20             | 0/110                | 1/55                 | 0/6            | 3/6               | 49        | 55     | 59        |
| Litva        | 0/20             | 1/110                | 0/55                 | 3/11           | 6/11              | 54        | 60     | 65        |
| Lotyšsko     | 0/20             | 2/110                | 1/55                 | 4/8            | 4/8               | 43        | 57     | 69        |
| Lucembursko  | 0/20             | 1/110                | 0/55                 | 3/6            | 3/6               | 35        | 52     | 67        |
| Maďarsko     | 2/20             | 3/110                | 1/55                 | 8/21           | 8/21              | 30        | 46     | 66        |
| Malta        | 1/20             | 0/110                | 1/55                 | 2/6            | 2/6               | 29        | 44     | 71        |
| Německo      | 3/20             | 17/110               | 6/55                 | 35/96          | 50/96             | 26        | 49     | 78        |
| Nizozemsko   | 0/20             | 4/110                | 5/55                 | 13/26          | 12/26             | 29        | 46     | 66        |
| Polsko       | 2/20             | 7/110                | 2/55                 | 18/51          | 31/51             | 34        | 56     | 79        |
| Portugalsko  | 1/20             | 5/110                | 1/55                 | 10/21          | 12/21             | 27        | 49     | 66        |
| Rakousko     | 1/20             | 3/110                | 0/55                 | 9/18           | 12/18             | 27        | 47     | 61        |
| Rumunsko     | 0/20             | 7/110                | 3/55                 | 7/32           | 22/32             | 33        | 49     | 67        |
| Řecko        | 1/20             | 3/110                | 1/55                 | 5/21           | 11/21             | 33        | 52     | 67        |
| Slovensko    | 1/20             | 1/110                | 0/55                 | 2/13           | 11/13             | 34        | 49     | 65        |
| Slovinsko    | 0/20             | 0/110                | 0/55                 | 4/8            | 3/8               | 30        | 50     | 59        |
| Španělsko    | 0/20             | 11/110               | 6/55                 | 26/54          | 32/54             | 25        | 20     | 74        |
| Švédsko      | 0/20             | 2/110                | 3/55                 | 11/20          | 16/20             | 32        | 45     | 58        |
| Zdroj:       |                  |                      |                      |                |                   |           |        |           |

## Delegace
Delegace jsou zřizovány, aby udržovaly a rozvíjely vztahy se subjekty, se kterými má Evropský parlament zájem spolupracovat. Jsou to země, se kterými má EU úzké (zejména obchodní) vztahy, nebo země, u nichž se očekává vstup do EU. EP rovněž spolupracuje s parlamentními orgány dalších mezinárodních organizací, např. NATO. Delegace mají řádné a náhradní členy a volí si svého předsedu. Lze je rozdělit do dvou skupin, stálé delegace a delegace ad hoc.

### Delegace na parlamentních shromážděních
| Delegace                                                                                 | Delegace | Předseda | Předseda | Předseda         | Předseda    | Předseda |
| ---------------------------------------------------------------------------------------- | -------- | -------- | -------- | ---------------- | ----------- | -------- |
| Delegace pro vztahy s Parlamentním shromážděním NATO                                     | DNAT     |          | EPP      | Kris Peeters     | Belgie      |          |
| Delegace ve Smíšeném parlamentním shromáždění EU africké, karibské a tichomořské skupiny | DACP     |          | S&D      | Carlos Zorrinho  | Portugalsko |          |
| Delegace v Euro-latinskoamerickém parlamentním shromáždění                               | DLAT     |          | S&D      | Javi López       | Španělsko   |          |
| Delegace v Parlamentním shromáždění Euronest                                             | DEPA     |          | EPP      | Andrius Kubilius | Litva       |          |
| Delegace v Evropsko-středomořském parlamentním shromáždění                               | DMED     |          | S&D      | David Sassoli    | Itálie      |          |
| Zdroj:                                                                                   |          |          |          |                  |             |          |

### Smíšené parlamentní výbory
Smíšené parlamentní výbory jsou vytvářeny na základě dvoustranné dohody mezi EU a třetí zemí.
| Delegace | Delegace | Předseda | Předseda | Předseda                         | Předseda  | Předseda |
| --- | -------- | -------- | -------- | -------------------------------- | --------- | -------- |
| Delegace pro severní spolupráci a pro vztahy se Švýcarskem a Norskem a se Smíšeným parlamentním výborem EU-Island a Smíšeným parlamentním výborem Evropského hospodářského prostoru (EHP) | DEEA     |          | EPP      | Andreas Schwab                   | Německo   |          |
| Delegace pro vztahy s Bosnou a Hercegovinou a Kosovem | DSEE     |          | G/EFA    | Romeo Franz                      | Německo   |          |
| Delegace pro vztahy se zeměmi Maghrebu a Svazu arabského Maghrebu, včetně smíšených parlamentních výborů EU-Maroko, EU-Tunisko a EU-Alžírsko                                              | DMAG     |          | S&D      | Andrea Cozzolino                 | Itálie    |          |
| Delegace v parlamentním výboru CARIFORUM-EU | DCAR     |          | RE       | Stéphane Bijoux                  | Francie   |          |
| Delegace v Parlamentním výboru pro stabilizaci a přidružení EU-Albánie | D-AL     |          | EPP      | Manolis Klogiannis               | Německo   |          |
| Delegace ve Smíšeném parlamentním výboru EU-Chile | D-CL     |          | S&D      | Inmaculada Rodríguezová-Piñerová | Španělsko |          |
| Delegace ve Smíšeném parlamentním výboru EU-Mexiko | D-MX     |          | S&D      | Massimiliano Smeriglio           | Itálie    |          |
| Delegace v Parlamentním výboru pro přidružení EU-Moldavsko | D-MD     |          | EPP      | Siegfried Mureșan                | Rumunsko  |          |
| Delegace v Parlamentním výboru pro stabilizaci a přidružení EU-Černá Hora | D-ME     |          | EPP      | Vladimír Bilčík                  | Slovensko |          |
| Delegace ve Smíšeném parlamentním výboru EU-Severní Makedonie | D-MK     |          | S&D      | Andreas Schieder                 | Rakousko  |          |
| Delegace v Parlamentním výboru pro stabilizaci a přidružení EU-Srbsko | D-RS     |          | S&D      | Tanja Fajonová                   | Slovinsko |          |
| Delegace ve Smíšeném parlamentním výboru EU-Turecko | D-TR     |          | G/EFA    | Sergey Lagodinsky                | Německo   |          |
| Delegace v Parlamentním výboru pro přidružení EU-Ukrajina | D-UA     |          | ECR      | Witold Waszczykowski             | Polsko    |          |
| Zdroj: |          |          |          |                                  |           |          |

### Parlamentní výbory pro spolupráci
| Delegace | Delegace | Předseda | Předseda | Předseda            | Předseda | Předseda |
| --- | -------- | -------- | -------- | ------------------- | -------- | -------- |
| Delegace v Parlamentním výboru pro partnerství EU-Arménie, Parlamentním výboru pro spolupráci EU-Ázerbájdžán a Parlamentním výboru pro přidružení EU-Gruzie | DSCA     |          | S&D      | Marina Kaljurandová | Estonsko |          |
| Delegace ve výborech pro parlamentní spolupráci EU-Kazachstán, EU-Kyrgyzstán, EU-Uzbekistán a EU-Tádžikistán a pro vztahy s Turkmenistánem a Mongolskem     | DCAS     |          | EPP      | Fulvio Martusciello | Itálie   |          |
| Delegace ve Výboru pro parlamentní spolupráci EU-Rusko | D-RU     |          | ECR      | Ryszard Czarnecki   | Polsko   |          |
| Zdroj: |          |          |          |                     |          |          |

### Delegace pro bilaterální a multilaterální vztahy
| Delegace                                                                                     | Delegace | Předseda | Předseda | Předseda                           | Předseda    | Předseda |
| -------------------------------------------------------------------------------------------- | -------- | -------- | -------- | ---------------------------------- | ----------- | -------- |
| Delegace pro vztahy s Afghánistánem                                                          | D-AF     |          | RE       | Petras Auštrevičius                | Litva       |          |
| Delegace pro vztahy s Austrálií a Novým Zélandem                                             | DANZ     |          | RE       | Ulrike Müllerová                   | Německo     |          |
| Delegace pro vztahy s Běloruskem                                                             | D-BY     |          | S&D      | Robert Biedroń                     | Polsko      |          |
| Delegace pro vztahy s Brazílií                                                               | D-BR     |          | EPP      | José Manuel Fernandes              | Portugalsko |          |
| Delegace pro vztahy s Kanadou                                                                | D-CA     |          | RE       | Stéphanie Yonová-Courtinová        | Francie     |          |
| Delegace pro vztahy s Indií                                                                  | D-IN     |          | RE       | Søren Gade                         | Dánsko      |          |
| Delegace pro vztahy s Íránem                                                                 | D-IR     |          | GUE/NGL  | Cornelia Ernstová                  | Německo     |          |
| Delegace pro vztahy s Irákem                                                                 | D-IQ     |          | EPP      | Sara Skyttedalová                  | Švédsko     |          |
| Delegace pro vztahy s Izraelem                                                               | D-IL     |          | EPP      | Antonio López-Istúriz White        | Španělsko   |          |
| Delegace pro vztahy s Japonskem                                                              | D-JP     |          | S&D      |                                    |             |          |
| Delegace pro vztahy s Mercosurem                                                             | DMER     |          | RE       | Stéphane Séjourné                  | Francie     |          |
| Delegace pro vztahy s Palestinou                                                             | DPAL     |          | GUE/NGL  | Manu Pineda                        | Španělsko   |          |
| Delegace pro vztahy s Jihoafrickou republikou                                                | D-ZA     |          | EPP      | Magdalena Adamowiczová             | Polsko      |          |
| Delegace pro vztahy s Arabským poloostrovem                                                  | DARP     |          | G/EFA    | Hannah Neumannová                  | Německo     |          |
| Delegace pro vztahy se zeměmi Střední Ameriky                                                | DCAM     |          | G/EFA    | Tilly Metzová                      | Lucembursko |          |
| Delegace pro vztahy se zeměmi Jižní Asie                                                     | DSAS     |          | ECR      | Nicola Procaccini                  | Itálie      |          |
| Delegace pro vztahy se zeměmi Jihovýchodní Asie a Sdružením národů jihovýchodní Asie (ASEAN) | DASE     |          | EPP      | Daniel Caspary                     | Německo     |          |
| Delegace pro vztahy se zeměmi Andského společenství                                          | DAND     |          | EPP      | Pilar del Castillová               | Španělsko   |          |
| Delegace pro vztahy s Korejským poloostrovem                                                 | DKOR     |          | EPP      | Lukas Mandl                        | Rakousko    |          |
| Delegace pro vztahy se zeměmi Mašreku                                                        | DMAS     |          | S&D      | Isabel Santosová                   | Portugalsko |          |
| Delegace pro vztahy s Panafrickým parlamentem                                                | DPAP     |          | RE       | María Soraya Rodríguezová Ramosová | Španělsko   |          |
| Delegace pro vztahy s Čínskou lidovou republikou                                             | D-CN     |          | G/EFA    | Reinhard Bütikofer                 | Německo     |          |
| Delegace pro vztahy se Spojenými státy americkými                                            | D-US     |          | EPP      | Radosław Sikorski                  | Polsko      |          |
| Zdroj:                                                                                       |          |          |          |                                    |             |          |

## Sekretariát
Složení zbytku sekretariátu je určeno předsednictvem Parlamentu v čele s generálním tajemníkem.
- Generální tajemník:  Klaus Welle
- Zástupce generálního tajemníka:  Markus Winkler
- Kabinet generálního tajemníka
  - Ředitelka:  Susanne Altenbergová
- Právní služby
  - Vedoucí:  Freddy Drexler

Další služby, které pomáhají sekretariátu:
- Sekretariát předsednictva a kvestorů
- Sekretariát Konference předsedů
- Ředitelství pro vztahy s politickými skupinami
- Útvar interního auditu
- Útvar ekologického řízení a auditu (EMAS)
- Kancelář podpory manažerského týmu
- Útvar řízení kontinuity podnikání
- Služba ochrany dat

### Generální ředitelství
| Generální ředitelství                                          | Generální ředitelství | Generální ředitel             |
| -------------------------------------------------------------- | --------------------- | ----------------------------- |
| Generální ředitelství pro předsednictví                        | DG PRES               | Markus Winkler                |
| Generální ředitelství pro vnitřní politiky Unie                | DG IPOL               | Riccardo Ribera d'Alcalá      |
| Generální ředitelství pro vnější politiky Unie                 | DG EXPO               | Pietro Ducci                  |
| Generální ředitelství pro komunikaci                           | DG COMM               | Jaume Duch Guillot            |
| Generální ředitelství pro parlamentní výzkumné služby          | DG EPRS               |                               |
| Generální ředitelství pro personál                             | DG PERS               | Kristian Knudsen              |
| Generální ředitelství pro infrastrukturu a logistiku           | DG INLO               | Leena Maria Linnusová         |
| Generální ředitelství pro překlady                             | DG TRAD               | Valter Mavrič                 |
| Generální ředitelství pro logistiku a tlumočení pro konference | DG LINC               | Agnieszka Walterová-Dropová   |
| Generální ředitelství pro finance                              | DG FINS               | Didier Klethi                 |
| Generální ředitelství pro inovace a technologickou podporu     | DG ITEC               | Walter Petrucci (Zastupující) |
| Generální ředitelství pro bezpečnost                           | DG SAFE               | Elio Carozza                  |

## Výsledky voleb 2019
Volby do Evropského parlamentu 2019 se konaly od 23. do 26. května 2019.
| Skupina (2019–24) | Skupina (2019–24) | Skupina (2019–24)                                                                         | Křesla 2019 | Ztráta křesel | ∆     |
| ----------------- | ----------------- | ----------------------------------------------------------------------------------------- | ----------- | ------------- | ----- |
|                   | EPP               | Evropská lidová strana (Křesťanští demokraté a liberální konzervatisté)                   | 182         | 216           | ▼ −34 |
|                   | S&D               | Pokrokové spojenectví socialistů a demokratů (Sociální demokrati)                         | 154         | 185           | ▼ −31 |
|                   | RE                | Obnova Evropy (Sociální liberalisté a konzervativní liberalisté)                          | 108         | 69            | ▲ +39 |
|                   | Zelení/ESA        | Zelení/Evropská svobodná aliance (Zelení a regionalisté)                                  | 74          | 52            | ▲ +22 |
|                   | ID                | Identita a demokracie (Pravicoví populisté a nacionalisté)                                | 73          | 36            | ▲ +37 |
|                   | ECR               | Evropští konzervativci a reformisté (Národní konzervatisté a suverenisté)                 | 62          | 77            | ▼ −15 |
|                   | GUE/NGL           | Evropská sjednocená levice a Severská zelená levice (Demokratičtí socialisté a komunisté) | 41          | 52            | ▼ −11 |
|                   | NI                | Nepřipojení                                                                               | 57          | 20            | ▲ +37 |
|                   | EFDD              | Evropa svobody a přímé demokracie (Populisté a tvrdí euroskeptici)                        | –           | 42            | ▼ −42 |
|                   | Volný             | N/A                                                                                       | 0           | 2             | —     |
| Celkem            | Celkem            | Celkem                                                                                    | 751         | 751           | ▬     |